# Wechselburg
Wechselburg é um município da Alemanha, situado no distrito de  Mittelsachsen, no estado da Saxônia. Tem 25,59 km² de área, e sua população em 2019 foi estimada em 1.778 habitantes.